# 1968. évi nyári olimpiai játékok
Az 1968. évi nyári olimpiai játékokat, hivatalos nevén a XIX. nyári olimpiai játékokat 1968. október 12. és 27. között rendezték meg Mexikó fővárosában, Mexikóvárosban. A rendezésre pályázott még Detroit, Buenos Aires és Lyon is. A versenyeken 112 ország 5516 versenyzője vett részt.
Ennek az olimpiának különlegességét a nagy magasság adta, Mexikóváros 2250 méter magasságban fekszik, ennek tudható be, hogy a legtöbb atlétikai szám világcsúccsal végződött, például Robert Beamon 8,90 méteres távolugró csúcsát huszonhárom évig nem tudták túlszárnyalni.
Az olimpiai játékokat beárnyékolta a nyitány előtt tíz nappal bekövetkezett tlatelolcói mészárlás, ahol főleg ellenzéki diáktűntetőket öltek meg a mexikói hadsereg és titkosszolgálat emberei. A tömeggyilkosságot állítólag maga Díaz Ordaz akkori elnök is jóváhagyta, mivel tartott attól, hogy kibontakozó diákmozgalom az olimpia révén nagyobb hanghoz jut, másrészt erőszakos kormányváltás veszélye is fennállt.

## Érdekességek
- Tíz nappal a megnyitó előtt lezajlott diáktüntetés során a rendőrség tüzet nyitott a fiatalokra - 260 halott.
- A győzelmi dobogón a két amerikai 200-as futó, Tommie Smith és John Carlos fekete kesztyűs kezét magasba emelve tüntetett a fajüldözés ellen.
- Az olimpiai játékok aranyérmeit 30 Benedek-rendi szerzetes készítette. A kolostor - amely egyben műhely is - több évszázada központja a mexikói aranyműves szakmának.
- A 2240 méteres tengerszint feletti magasság nehézséget jelentett a sportolók számára, az alacsonyabb oxigéntartalmú levegő miatt. Ugyanakkor több atlétikai rekordot a magasságnak tulajdonítanak. Például Bob Beamon 8,90 méteres világrekordja a távolugrásban 55 centiméterrel volt jobb az előző világrekordnál és 1991-ig nem tudták megdönteni.
- Atlétikában 48 új világcsúcs született, 26-ot pedig beállítottak.
- Itt mutatta be Dick Fosbury a róla elnevezett magasugrási technikát, amellyel aranyérmet is nyert.
- Itt vezették be a hölgyek számára a szexvizsgálatot.
- Bekövetkezett az első dopping miatti kizárás, miután Hans-Gustav Lilienval svéd öttusázó alkoholos delírium állapotába került.
- Enriqueta Basilio személyében először gyújtotta meg nő az olimpiai lángot.

## Részt vevő nemzetek
16 nemzet versenyzői először küzdöttek a bajnoki címekért, félkövér betűvel kiemelve az új országok nevei. Az NDK és az NSZK is először indult önálló csapattal, míg szintén új résztvevőnek számított Suriname és Líbia, akiknek 1-1 sportolója korábban már részt vett kvalifikált versenyzőként olimpiai megnyitón, de akkor nem vettek részt a versenyeken.
- Afganisztán (AFG) (5 – 5 férfi)
- Algéria (ALG) (3 – 3 férfi)
- Amerikai Virgin-szigetek (ISV) (6 – 6 férfi)
- Argentína (ARG) (89 – 84 férfi, 5 nő)
- Ausztrália (AUS) (128 – 104 férfi, 24 nő)
- Ausztria (AUT) (43 – 35 férfi, 8 nő)
- Bahama-szigetek (BAH) (16 – 16 férfi)
- Barbados (BAR) (9 – 9 férfi)
- Belgium (BEL) (82 – 77 férfi, 5 nő)
- Bermuda (BER) (6 – 6 férfi)
- Bolívia (BOL) (4 – 4 férfi)
- Brazília (BRA) (76 – 73 férfi, 3 nő)
- Brit Honduras (HBR) (7 – 7 férfi)
- Bulgária (BUL) (112 – 102 férfi, 10 nő)
- Burma (BIR) (4 – 4 férfi)
- Ceylon (CEY) (3 – 3 férfi)
- Chile (CHI) (21 – 19 férfi, 2 nő)
- Costa Rica (CRC) (18 – 17 férfi, 1 nő)
- Csád (CHA) (3 – 3 férfi)
- Csehszlovákia (TCH) (121 – 94 férfi, 27 nő)
- Dánia (DEN) (64 – 60 férfi, 4 nő)
- Dél-Korea (KOR) (54 – 41 férfi, 13 nő)
- Dominikai Köztársaság (DOM) (18 – 18 férfi)
- Ecuador (ECU) (15 – 14 férfi, 1 nő)
- Egyesült Államok (USA) (357 – 274 férfi, 83 nő)
- Egyesült Arab Köztársaság (RAU) (30)
- Elefántcsontpart (CIV) (10 – 10 férfi)
- Etiópia (ETH) (18 – 18 férfi)
- Fidzsi-szigetek (FIJ) (1 – 1 férfi)
- Finnország (FIN) (66 – 60 férfi, 6 nő)
- Franciaország (FRA) (200 – 169 férfi, 31 nő)
- Fülöp-szigetek (PHI) (49 – 45 férfi, 4 nő)
- Ghána (GHA) (31 – 30 férfi, 1 nő)
- Görögország (GRE) (44 – 44 férfi)
- Guatemala (GUA) (48 – 47 férfi, 1 nő)
- Guinea (GUI) (15 – 15 férfi)
- Guyana (GUY) (5 – 5 férfi)
- Hollandia (NED) (107 – 82 férfi, 25 nő)
- Holland Antillák (AHO) (5 – 3 férfi, 2 nő)
- Honduras (HON) (6 – 6 férfi)
- Hongkong (HKG) (11 – 11 férfi)
- India (IND) (25 – 25 férfi)
- Indonézia (INA) (6 – 6 férfi)
- Irak (IRQ) (3 – 3 férfi)
- Irán (IRI) (14 – 14 férfi)
- Írország (IRL) (31 – 25 férfi, 6 nő)
- Izland (ISL) (8 – 6 férfi, 2 nő)
- Izrael (ISR) (29 – 26 férfi, 3 nő)
- Jamaica (JAM) (25 – 20 férfi, 5 nő)
- Japán (JPN) (171 – 146 férfi, 25 nő)
- Jugoszlávia (YUG) (69 – 59 férfi, 10 nő)
- Kamerun (CMR) (5 – 5 férfi)
- Kanada (CAN) (139 – 111 férfi, 28 nő)
- Kenya (KEN) (39 – 36 férfi, 3 nő)
- Kolumbia (COL) (43 – 38 férfi, 5 nő)
- Kongó-Kinshasa (COK) (5 – 5 férfi)
- Közép-afrikai Köztársaság (CAF) (1 – 1 férfi)
- Kuba (CUB) (115 – 101 férfi, 14 nő)
- Kuvait (KUW) (2 – 2 férfi)
- Lengyelország (POL) (177 – 140 férfi, 37 nő)
- Libanon (LIB) (11 – 11 férfi)
- Líbia (LBA) (1 – 1 férfi)
- Liechtenstein (LIE) (2 – 2 férfi)
- Luxemburg (LUX) (5 – 3 férfi, 2 nő)
- Madagaszkár (MAD) (4 – 4 férfi)
- Magyarország (HUN) (167 – 135 férfi, 32 nő)
- Malajzia (MAS) (31 – 31 férfi)
- Mali (MLI) (2 – 2 férfi)
- Málta (MLT) (1 – 1 férfi)
- Marokkó (MAR) (24 – 24 férfi)
- Mexikó (MEX) (275 – 233 férfi, 42 nő)
- Monaco (MON) (2 – 2 férfi)
- Mongólia (MGL) (16 – 12 férfi, 4 nő)
- Nagy-Britannia (GBR) (225 – 175 férfi, 50 nő)
- NDK (GDR) (226 – 186 férfi, 40 nő)
- NSZK (FRG) (275 – 232 férfi, 43 nő)
- Nicaragua (NCA) (11 – 11 férfi)
- Niger (NIG) (2 – 2 férfi)
- Nigéria (NGR) (36 – 31 férfi, 5 nő)
- Norvégia (NOR) (46 – 38 férfi, 8 nő)
- Olaszország (ITA) (167 – 152 férfi, 15 nő)
- Pakisztán (PAK) (20 – 20 férfi)
- Panama (PAN) (16 – 16 férfi)
- Paraguay (PAR) (1 – 1 férfi)
- Peru (PER) (28 – 16 férfi, 12 nő)
- Portugália (POR) (20 – 19 férfi, 1 nő)
- Puerto Rico (PUR) (58 – 54 férfi, 4 nő)
- Románia (ROU) (82 – 66 férfi, 16 nő)
- Salvador (ESA) (60 – 52 férfi, 8 nő)
- San Marino (SMR) (4 – 4 férfi)
- Sierra Leone (SLE) (3 – 3 férfi)
- Spanyolország (ESP) (122 – 120 férfi, 2 nő)
- Suriname (SUR) (1 – 1 férfi)
- Svájc (SUI) (85 – 81 férfi, 4 nő)
- Svédország (SWE) (100 – 86 férfi, 14 nő)
- Szenegál (SEN) (21 – 21 férfi)
- Szingapúr (SIN) (4 – 4 férfi)
- Szíria (SYR) (2 – 2 férfi)
- Szovjetunió (URS) (312 – 246 férfi, 66 nő)
- Szudán (SUD) (5 – 5 férfi)
- Tajvan (ROC) (43 – 35 férfi, 8 nő)
- Tanzánia (TAN) (4 – 4 férfi)
- Thaiföld (THA) (41 – 41 férfi)
- Törökország (TUR) (29 – 29 férfi)
- Trinidad és Tobago (TRI) (19 – 19 férfi)
- Tunézia (TUN) (7 – 7 férfi)
- Uganda (UGA) (11 – 11 férfi)
- Új-Zéland (NZL) (52 – 47 férfi, 5 nő)
- Uruguay (URU) (27 – 21 férfi, 6 nő)
- Venezuela (VEN) (23 – 23 férfi)
- Vietnám (VIE) (9 – 7 férfi, 2 nő)
- Zambia (ZAM) (7 – 7 férfi)

## Olimpiai versenyszámok
Az olimpián húsz sportágban százhetvenkettő versenyszámot rendeztek. A kiadott aranyérmek száma ennél kettővel több, mert a női torna és a férfi torna egy-egy számában két olimpiai bajnokot avattak. A hivatalos programban a következő versenyszámok szerepeltek:
| Versenyszámok az 1968. évi nyári olimpiai játékokon |        |        |        |        |        |        |          |
| Sportág, szakág                                     | Egyéni | Egyéni | Egyéni | Csapat | Csapat | Csapat |          |
| Sportág, szakág                                     | férfi  | női    | nyílt  | férfi  | női    | nyílt  | összesen |
| Atlétika                                            | 22     | 11     | 0      | 2      | 1      | 0      | 36       |
| Birkózás                                            | 16     | 0      | 0      | 0      | 0      | 0      | 16       |
| Evezés                                              | 1      | 0      | 0      | 6      | 0      | 0      | 7        |
| Gyeplabda                                           | 0      | 0      | 0      | 1      | 0      | 0      | 1        |
| Kajak-kenu                                          | 2      | 1      | 0      | 3      | 1      | 0      | 7        |
| Kerékpározás                                        | 4      | 0      | 0      | 3      | 0      | 0      | 7        |
| Kosárlabda                                          | 0      | 0      | 0      | 1      | 0      | 0      | 1        |
| Labdarúgás                                          | 0      | 0      | 0      | 1      | 0      | 0      | 1        |
| Lovaglás                                            | 0      | 0      | 3      | 0      | 0      | 3      | 6        |
| Műugrás                                             | 2      | 2      | 0      | 0      | 0      | 0      | 4        |
| Ökölvívás                                           | 11     | 0      | 0      | 0      | 0      | 0      | 11       |
| Öttusa                                              | 1      | 0      | 0      | 1      | 0      | 0      | 2        |
| Röplabda                                            | 0      | 0      | 0      | 1      | 1      | 0      | 2        |
| Sportlövészet                                       | 6      | 0      | 1      | 0      | 0      | 0      | 7        |
| Súlyemelés                                          | 7      | 0      | 0      | 0      | 0      | 0      | 7        |
| Torna                                               | 7      | 5      | 0      | 1      | 1      | 0      | 14       |
| Úszás                                               | 12     | 12     | 0      | 3      | 2      | 0      | 29       |
| Vízilabda                                           | 0      | 0      | 0      | 1      | 0      | 0      | 1        |
| Vitorlázás                                          | 1      | 0      | 0      | 4      | 0      | 0      | 5        |
| Vívás                                               | 3      | 1      | 0      | 3      | 1      | 0      | 8        |
|                                                     |        |        |        |        |        |        |          |
| Összesen                                            | 95     | 32     | 4      | 31     | 7      | 3      | 172      |

## Éremtáblázat
(A magyar csapat eltérő háttérszínnel, az egyes számoszlopok legmagasabb értéke vastagítással kiemelve.)
| Az 1968. évi nyári olimpiai játékok éremtáblázatának első tíz helyezettje | Az 1968. évi nyári olimpiai játékok éremtáblázatának első tíz helyezettje | Az 1968. évi nyári olimpiai játékok éremtáblázatának első tíz helyezettje | Az 1968. évi nyári olimpiai játékok éremtáblázatának első tíz helyezettje | Az 1968. évi nyári olimpiai játékok éremtáblázatának első tíz helyezettje | Olimpia  |
| ------------------------------------------------------------------------- | ------------------------------------------------------------------------- | ------------------------------------------------------------------------- | ------------------------------------------------------------------------- | ------------------------------------------------------------------------- | -------- |
|                                                                           | Ország                                                                    | Arany                                                                     | Ezüst                                                                     | Bronz                                                                     | Összesen |
| 1.                                                                        | Egyesült Államok (USA)                                                    | 45                                                                        | 28                                                                        | 34                                                                        | 107      |
| 2.                                                                        | Szovjetunió (URS)                                                         | 29                                                                        | 32                                                                        | 30                                                                        | 91       |
| 3.                                                                        | Japán (JPN)                                                               | 11                                                                        | 7                                                                         | 7                                                                         | 25       |
| 4.                                                                        | Magyarország (HUN)                                                        | 10                                                                        | 10                                                                        | 12                                                                        | 32       |
| 5.                                                                        | NDK (GDR)                                                                 | 9                                                                         | 9                                                                         | 7                                                                         | 25       |
| 6.                                                                        | Franciaország (FRA)                                                       | 7                                                                         | 3                                                                         | 5                                                                         | 15       |
| 7.                                                                        | Csehszlovákia (TCH)                                                       | 7                                                                         | 2                                                                         | 4                                                                         | 13       |
| 8.                                                                        | NSZK (FRG)                                                                | 5                                                                         | 11                                                                        | 10                                                                        | 26       |
| 9.                                                                        | Ausztrália (AUS)                                                          | 5                                                                         | 7                                                                         | 5                                                                         | 17       |
| 10.                                                                       | Nagy-Britannia (GBR)                                                      | 5                                                                         | 5                                                                         | 3                                                                         | 13       |
|                                                                           |                                                                           |                                                                           |                                                                           |                                                                           |          |
| Összesen                                                                  | Összesen                                                                  | 174                                                                       | 170                                                                       | 183                                                                       | 527      |

## A magyar csapat szereplése
A játékokon 167 sportoló képviselte Magyarországot. A megnyitóünnepségen a magyar zászlót Kulcsár Gergely olimpiai ezüstérmes atléta vitte. A magyar csapat névsorát lásd az 1968. évi nyári olimpia magyarországi résztvevőinek listája szócikkben.
A magyarországi sportolók tíz sportágban összesen 32 érmet – 10 arany-, 10 ezüst- és 12 bronzérmet – szereztek. A legerdeményesebb magyarországi versenyző Kulcsár Győző vívó volt.
A magyar csapat tizenöt sportágban, illetve szakágban összesen 196 olimpiai pontot szerzett, ez 14 ponttal több, mint az előző, tokiói olimpián elért eredmény.
A magyar csapat szerepléséről részletesen lásd a Magyarország az 1968. évi nyári olimpiai játékokon szócikket.

## Közvetítések
A Magyar Rádió négyfős stábot küldött ki a helyszínre: Szepesi György és Novotny Zoltán riporterek, Roska Miklós szerkesztő és a technikai háttérét felelős Horváth Gyula mérnök.
A Magyar Televízió az előző játékok stúdióból történő kommentálása után ismét a helyszínről közvetített. a kommentátorok Vitray Tamás, Radnai János és Szőnyi János voltak. Ezúttal már felvételek készítésére is volt módjuk, így archív anyagok is maradtak fenn.